# Stade Porta Elisa
Le Stade Porta Elisa (en italien : Stadio Porta Elisa), est un stade de football italien situé dans la ville de Lucques, en Toscane.
Le stade, doté de 7 386 places et inauguré en 1935, sert d'enceinte à domicile à l'équipe de football de l'Associazione Sportiva Lucchese Libertas 1905.

## Histoire
Dans les années 1930, le régime fasciste alors en place en Italie, entreprend de doter les villes de stades de football fonctionnels appartenant à l'État. Lors de la séance du conseil municipal du 16 janvier 1933 est approuvée la construction du stade qui devait à la base se situer le long de la Viale A. Marti dans la section entre la Porta Elisa et l'ancienne Piazza d'Armi.
La conception du stade est confiée aux deux concepteurs du Stade municipal de Turin Benito Mussolini, l'ingénieur Enrico Bianchini et les architectes Raffaello Fagnoni et Mannozzi de Florence. La construction est effectuée par l'entreprise de la ville de S.A.L.A.C.E..
D'architecture rationaliste, le stade (construit en briques, faisant écho aux murs voisins de la ville) porte le nom de la Porta Elisa, une des portes côté-est des murs de la ville, nommée d'après Élisa Bonaparte. Il était à l'origine entourée d'une piste d'athlétisme et de cyclisme (des courses cyclistes ont lieu au stade entre 1945 et 1960).
Après 1945, des tribunes en bois sont ajoutées sur les côtés des gradins découverts, portant la capacité officielle (maintenue jusqu'en 1980) à 23 000 places assises.
Le record d'affluence au stade est de 23 000 spectateurs, lors d'une victoire 4-0 de l'AS Lucchese contre la Fiorentina le 14 novembre 1948.
En 1970, le stade est équipé d'un système d'éclairage pour les matchs de nuit. En 1977 est élargi le virage ouest (les travaux durant jusqu'en 1978), la piste d'athlétisme étant toujours entretenue bien qu'inutilisée depuis un certain temps. Elle est finalement partiellement détruite pour agrandir les tribunes dans de nouveaux travaux qui durent de 1988 à 1990. C'est donc à partir de 1990 que le stade devient exclusivement réservé au football.
En septembre 2015, le système d'éclairage est rénové.
Les jours où le Lucchese joue ses matchs à domicile, un drapeau rouge-noir est accroché au sommet de la tour à côté de la tribune couverte.

## Événements
- 1995 : Finale du Tournoi de Viareggio

## Galerie

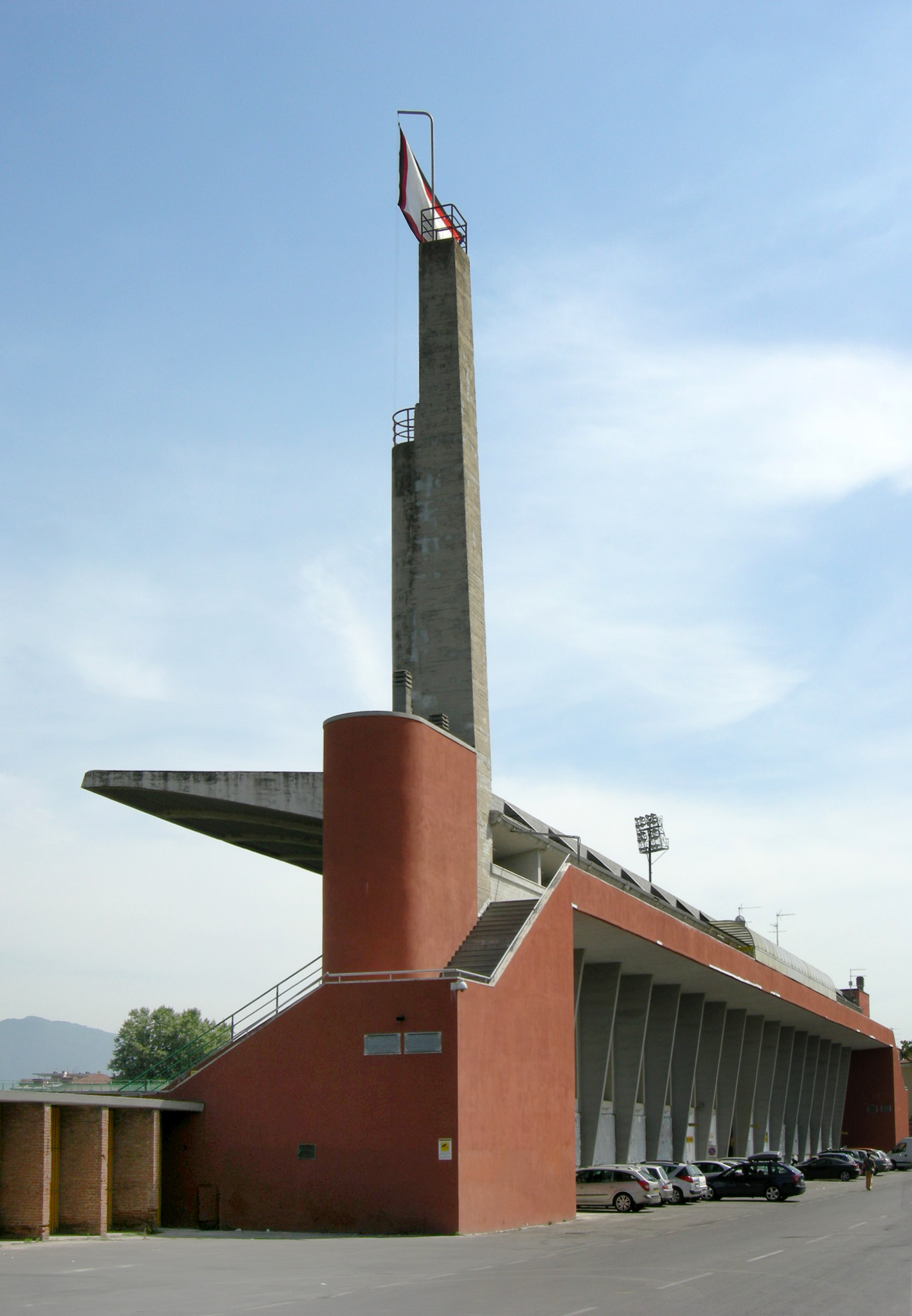
Vue de l'extérieur du stade